# Cayenne (court métrage)
Pour les articles homonymes, voir Cayenne et Cayenne (homonymie).
Pour plus de détails, voir Fiche technique et Distribution.
Cayenne est un court métrage de fiction réalisé par Simon Gionet sorti en février 2020.

## Résumé
Durant son quart de travail de nuit dans une station-service, une commis s'aventure à l'extérieur pour réparer la voiture d'un homme dont les intentions lui inspirent de moins en moins confiance.

## Fiche technique
- Titre original : Cayenne
- Réalisation et scénario : Simon Gionet
- Direction de la photographie : François Herquel
- Montage : Simon Gionet
- Prise de son : Pierre Cautain
- Mixage : Joey Simas
- Conception sonore : Mariane Boisvert et Joshua Crosby (assistant)
- Musique : Paloma B. Daris
- Direction artistique : Gabrielle Laurendeau-Martin
- Direction de production : Simon Larochelle
- Société de production : Littoral Films
- Pays d'origine : Canada
- Langue originale : français
- Date de sortie : 1er février 2020

## Distribution
- Marianne Fortier : Clara
- Jean-Sébastien Courchesne : Samuel

## Sélections et récompenses
Le film obtient sa première mondiale en février 2020 au 42e Festival international du court métrage de Clermont-Ferrand, en compétition internationale.
Le mois suivant, il remporte le Grand Prix canadien au Festival Regard.
| Année | Festival                                                    | Prix / Catégories                            | Statut     |
| ----- | ----------------------------------------------------------- | -------------------------------------------- | ---------- |
| 2020  | Festival Regard                                             | Grand Prix canadien                          | Lauréat    |
| 2020  | Minikino Film Week                                          | Meilleur court métrage de fiction            | Lauréat    |
| 2020  | Rhode Island International Film Festival                    | Mention Best Director                        | Lauréat    |
| 2020  | Cinéfest Sudbury International Film Festival                | Audience Choice Best Choice Short Film Award | Lauréat    |
| 2020  | Festival international du court métrage de Clermont-Ferrand | Compétition internationale                   | Nomination |
| 2020  | Festival international du film de Palm Springs              | Compétition officielle                       | Nomination |
| 2020  | Festival du film de Tampere                                 | Compétition internationale                   | Nomination |